# Fernand Forest
Pour les articles homonymes, voir Forest.
Pierre dit Fernand Forest est un inventeur français, né à Clermont-Ferrand le 13 octobre 1851 et mort à La Condamine (Monaco) le 12 avril 1914.
Spécialiste de la propulsion, il a joué un rôle important dans l'histoire de l'automobile. Il est notamment considéré comme l'un des précurseurs du moteur à explosion. S'il a lui-même principalement expérimenté ses créations mécaniques sur des bateaux, leurs applications ont concerné non seulement la navigation à moteur, mais aussi l'automobile et l'aviation.
Il est aussi l'inventeur de la roue à rayons tangents, même s'il n'a jamais pu tirer bénéfice de cette invention.

## Biographie

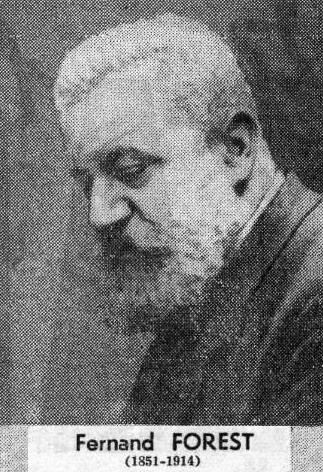
Fernand Forest.

Fils d'Étienne-Félix Forest, un tapissier âgé de 23 ans, et de Marguerite Lamur, il devient très jeune ouvrier dans une coutellerie à Thiers. Il déclarera plus tard dans une interview au journal Lecture pour tous : « Je n'ai pas traîné sur les bancs où l'on étudie […] À 14 ans et demi, je quittai l'école primaire et entrai comme apprenti dans une coutellerie à Thiers […] la mécanique hantait mon sommeil. » Quelques mois plus tard, il entame un apprentissage de mécanique à Clermont-Ferrand.
En 1868, il n'a que 17 ans et rejoint Paris, où il réussit à se faire embaucher comme ouvrier chez le constructeur de locomotives et de matériel agricole Cail. Talentueux, il se voit promu contremaître en seulement trois ans.
Vers 1871, il quitte Paris pour un tour de France, où il parfait son enseignement auprès d'artisans.
En 1874, il revient à la capitale, où il suit les cours du Conservatoire national des arts et métiers. Il travaille le soir à ses inventions avec « le petit outillage de mécanicien [qu’il] avait conservé à grand peine ».
S'il avait jusque-là travaillé indépendamment à ses inventions dans ses ateliers du quai de la Rapée à Paris ou à Maisons-Alfort, en 1874, il s'associe à Victorien Renard pour fonder une fabrique de cycles qui se révélera être un échec. C'est avec lui qu'il déposera son premier brevet le 2 octobre 1875 (addition du 31 décembre 1875), concernant un système de vélocipède géant à grande vitesse.
En 1880, il épouse Victorine Surugue, avec qui il a six garçons :
- Louis (1881-1921), aviateur et qui travaillera un peu avec son père ;
- Fernand (1883-1915), mort dans les tranchées ;
- Victor-André (1886-1926) ;
- Henri (1889-?)
- Pierre-Marcel (1890-1940) ;
- Pierre (1891-?) qui sera lui aussi inventeur, dans le domaine de l’aviation.

Tout au long de sa vie, Fernand Forest crée des inventions et dépose des brevets pour dix-sept d'entre elles mais, faute de pouvoir payer les redevances pour ceux-ci, il ne connaît jamais la fortune.
Il fonde en 1889 avec Stanislas Dominique Gillet l'entreprise de construction automobile Gillet-Forest.
En 1907, ruiné, il quitte ses ateliers parisiens pour s'installer avec sa famille à Suresnes,, où ses meubles et outils sont saisis les 12 et 16 juillet 1909. Le 5 avril 1910, il est nommé chevalier de la Légion d'honneur.
Le 12 avril 1914, lors d'une démonstration de canot à Monaco, son embarcation La Gazelle heurte des rochers sous-marins. Fernand Forest meurt d'une attaque cérébrale causée par le choc émotionnel, à l'âge de 63 ans. Après des funérailles à Monaco, sa dépouille est transférée au cimetière Voltaire de Suresnes, où il repose, dans une concession à perpétuité offerte par la municipalité ; elle octroie aussi une rente à sa veuve,.

## Distinctions
- Chevalier de la Légion d'honneur (1910)

## Inventions

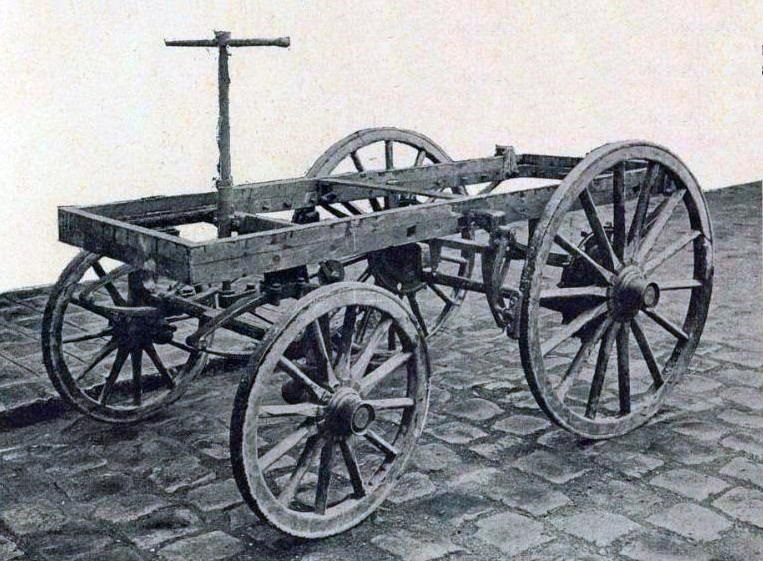
Le châssis de la première automobile à quatre temps (1890), moteur inventé par le français Fernand Forest.

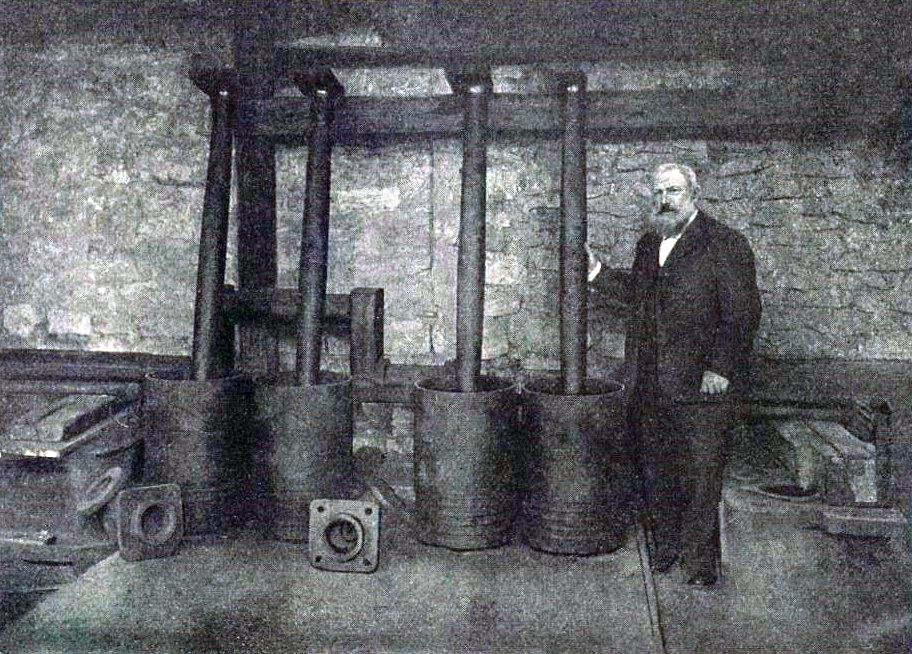
Fernand Forest dans son atelier au milieu des années 1900, à côté de quatre gros pistons.

- 2 octobre 1874 : brevet en collaboration avec Victorien Renard pour un système de vélocipède géant à grande vitesse[12].
- 31 décembre 1874 : addition au brevet pour un système de vélocipède géant à grande vitesse.
- 1880 : invention de la première magnéto d'allumage basse tension sans dépôt de brevet[13].
- 1881 : invention du premier moteur à pétrole monobloc à quatre cylindres et à quatre temps, sans dépôt de brevet[14].
- 18 juin 1881 : brevet pour un moteur à gaz perfectionné.
- 13 février 1882 : brevet pour un moteur à gaz.
- 8 novembre 1882 : brevet pour une valve cylindrique et régulatrice à orifices multiples applicable aux régulateurs de vitesse permettant de rendre variable la vitesse de régime des moteurs en général.
- 2 mai 1883 : addition au brevet du moteur à gaz.
- 7 juin 1884 : brevet concernant des perfectionnements sur le moteur à gaz.
- 28 août 1885 : il s’associe avec Pers pour créer un nouveau moteur à gaz perfectionné.
- 1886 : invention du moteur à deux cylindres monobloc sans dépôt de brevet.
- 26 avril 1887 : brevet pour un système de niveau à cadran dit « niveau Forest ».
- 11 février 1888 : brevet du moteur à gaz et à pétrole à cylindres rayonnants ainsi que du moteur à gaz ou à pétrole système compound[15] (ce dernier avec Gallice).
- 12 novembre 1888 : brevet pour un carburateur à huile lourde.
- 1888 : invention du moteur à six cylindres en ligne sans dépôt de brevet.
- 1888 : conception d'un moteur en étoile rotatif à sept cylindres (échec technique) sans dépôt de brevet.
- 25 février 1890 : certificat d'addition au brevet du 12 novembre 1888 pour le moteur à gaz ou à pétrole système compound.
- 27 février 1890 : certificat d'addition au brevet du 12 novembre 1888 carburateur à huile lourde.
- 20 novembre 1891 : brevet pour un bateau sous-marin.
- 22 décembre 1891 : Forest et Gallice déposent ensemble le brevet de perfectionnements dans les moteurs à gaz et à pétrole permettant d'utiliser complètement la détente des gaz provenant de la déflagration.
- 29 juin 1892 : brevet pour une hélice à propulsion variable.
- 22 juin 1896 : brevet d'un modèle de quadricycle automobile à pétrole.
- 26 septembre 1899 : brevet d'un nouveau système de carburateur pour moteurs à essence de pétrole et à alcool.
- 19 décembre 1899 : brevet d'un modèle de petit bateau sous-marin jouet.
- 25 février 1901 : certificat d'addition au brevet pris le 22 décembre 1891 pour perfectionnements dans les moteurs à gaz et à pétrole permettant d'utiliser complètement la détente des gaz provenant de la déflagration, un brevet de moteur à gaz à 2 temps à compression préalable et à grande détente et un brevet pour un nouveau moteur à compression et allumage variables, pouvant fonctionner au gaz, à l'essence, à l'alcool, etc.
- 3 septembre 1907 : brevet d'un dispositif de changement de vitesse applicable aux véhicules automobiles.

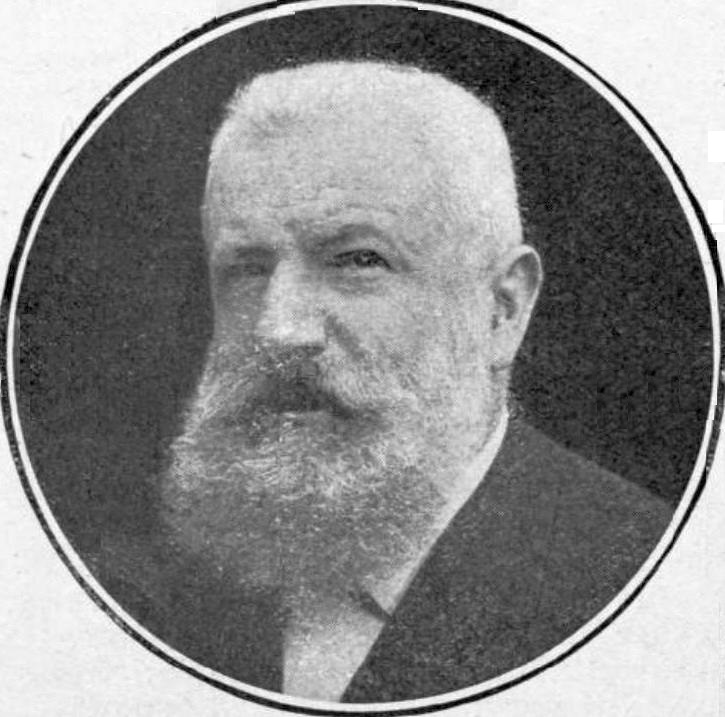
Fernand Forest en 1910.

- 13 septembre 1910 : brevet d’un distributeur cylindrique à orifices de grande section pour moteurs à explosion et le brevet d’un poste-caisson amovible applicable en particulier aux sous-marins, submersibles et généralement aux navires de toute sorte.
- 27 mars 1912 : brevet de perfectionnements aux dispositifs de transmission d'un mouvement par friction.
- 17 janvier 1914 : son dernier brevet concerne les perfectionnements aux moteurs sans soupapes à distributeur cylindrique rotatif commun à plusieurs cylindres.

Si seules les dates des inventions pour lesquelles il a déposé un brevet sont connues, son dossier légionnaire témoigne des inventions suivantes :
- au ministère de la Guerre : par les voitures automobiles poids lourds et poids légers, treuils automobiles, ballons dirigeables et aéroplanes et par les moteurs Forest fournis aux écoles du génie de Versailles et de Sainte-Maxime.
- au ministère de la Marine : pour les canots, vedettes et chalands, pour les sous-marins et submersibles munis de moteurs 6 cylindres, pour les postes photo-électriques du Potzie (?) et du Mengam (?) munis de moteurs Forest à 4 et à 6 cylindres.
- au ministère du Commerce et de l'Industrie : pour les moteurs industriels actionnant les machines et les métiers, dans un grand nombre d’industries et par les nouveaux moyens de transports des marchandises.
- au ministère de l'Agriculture : pour les moteurs Forest employés à élever l’eau dans les petites communes, les fermes, les châteaux ; les exploitations agricoles, les salins, la submersion des vignes, pour les moteurs actionnant les machines agricoles, batteuses, broyeuses, hache-paille, coupe-racines, pour les moto-pompes, les groupes électrogènes, les pompes à incendie, etc.
- au ministère des Travaux publics : pour les nouveaux moyens de transport des matériaux, les appareils de levage à moteur et pour les moteurs employés aux travaux souterrains et sous-marin, notamment pour le toueur à pétrole à moteur Forest du canal du Nivernais.
- au ministère des PTT : pour les voitures automobiles qui assurent le transport de lettres, imprimés et colis postaux, pour les moteurs employés par l'administration et pour les moteurs servant de télégraphes sans fil.
- au ministère du Travail : pour la création de nouvelles industries, voitures et bateaux automobiles, dirigeables et aéroplanes qui occupent en France plus de 200 000 ouvriers de divers métiers.
- au ministère des Colonies : pour les voitures et les canots automobiles, pour les moteurs employés dans nos colonies, et pour les moteurs servant à la télégraphie sans fil.
- au ministère de l’Instruction publique : pour les moteurs Forest fournis aux établissements scientifiques : Collège de France, Sorbonne, Museum d’histoire naturelle de Paris, École polytechnique, École de physique et de chimie de la Ville de Paris, Observatoire de Paris, Conservatoire des arts et métiers, facultés des sciences de Toulouse, Bordeaux, Nancy et Alger.

## Ouvrages
- Fernand Forest, Les Bateaux automobiles, Paris, H. Dunod et E. Pinat, 1906 (lire en ligne).
- Fernand Forest, Sous-marin et submersible à la portée de tout le monde, Paris, H. Dunod et E. Pinat, 1910.

## Postérité

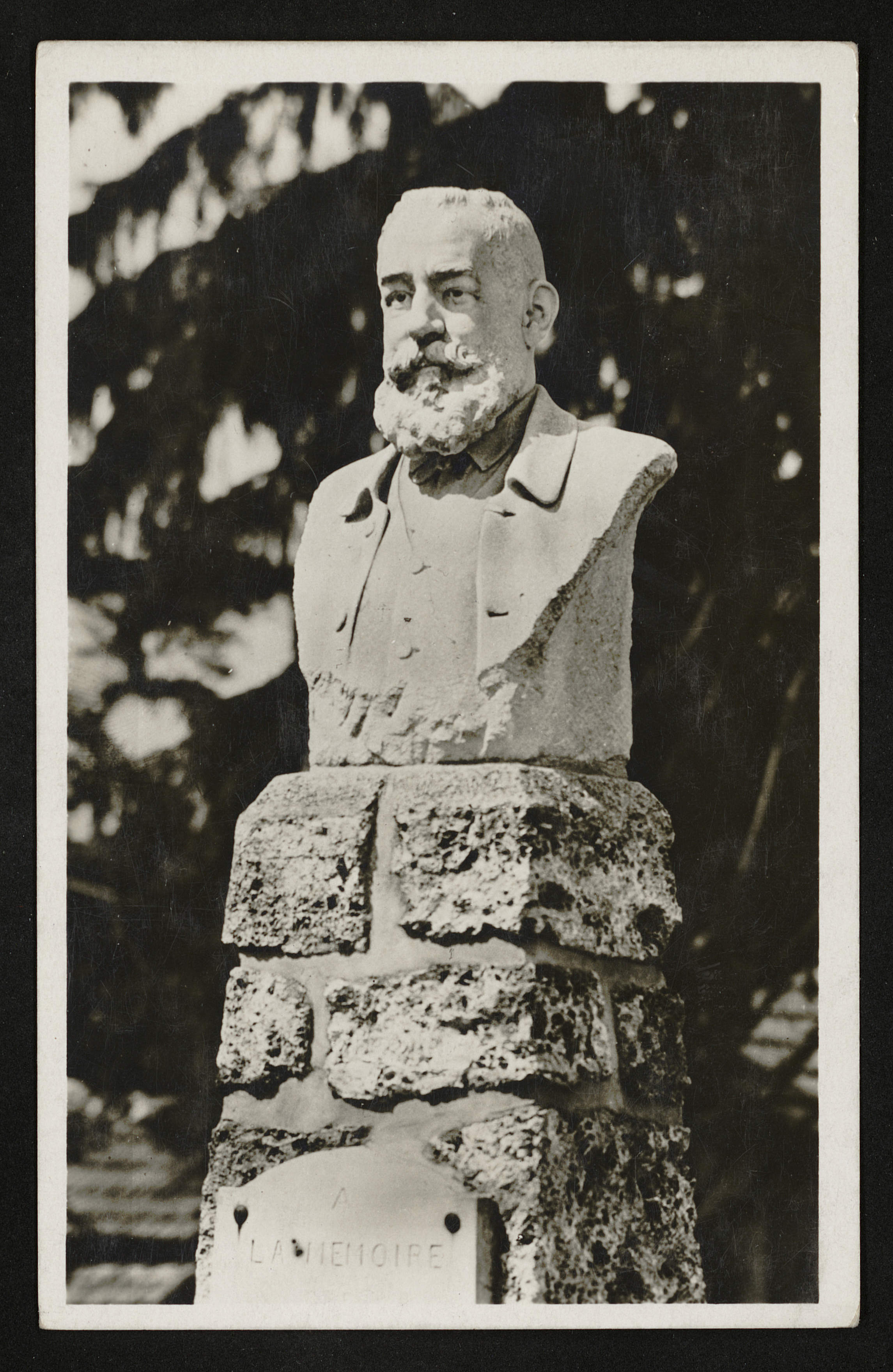
Buste figurant Fernand Forest (non localisé).

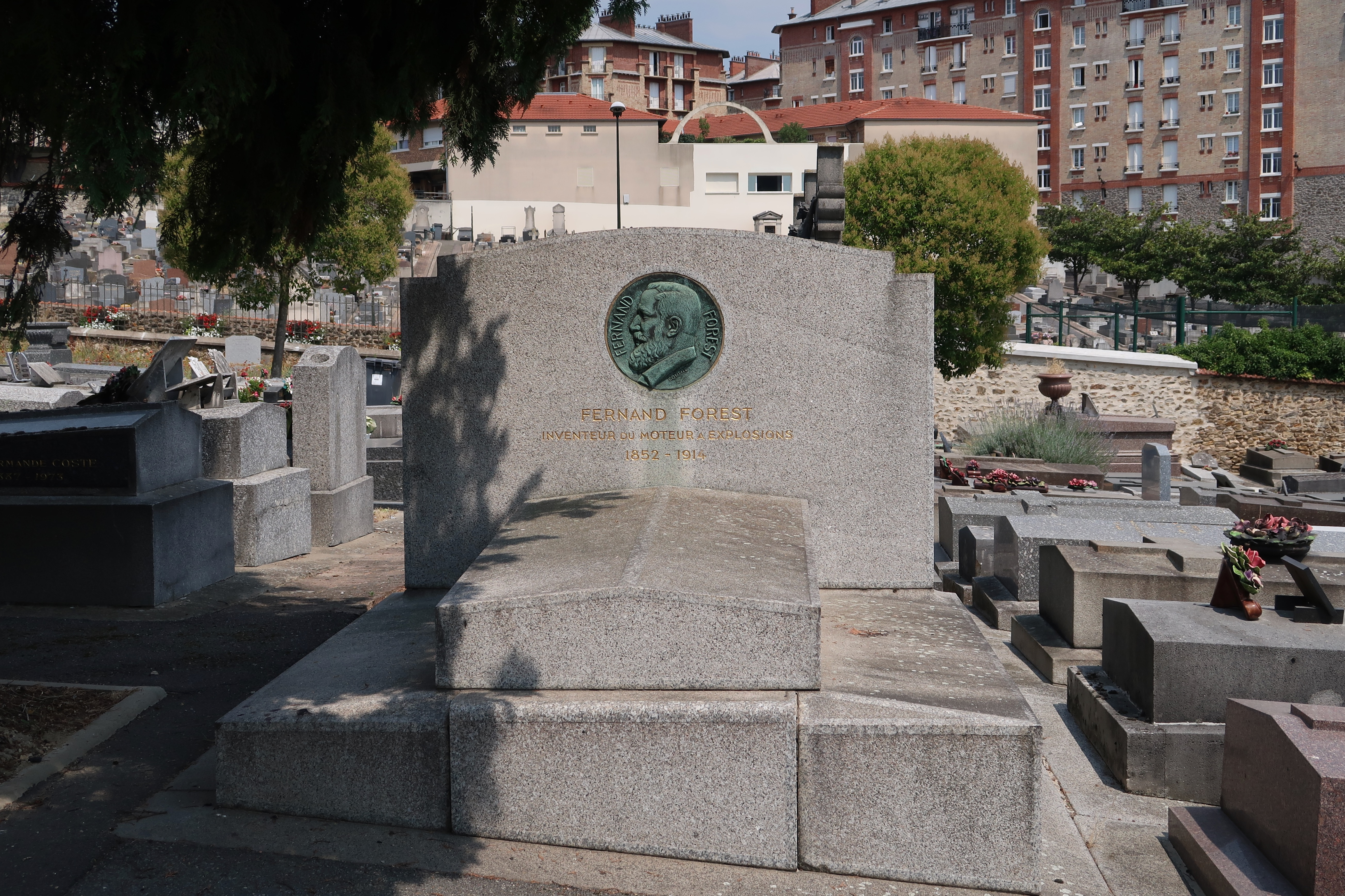
Tombe dans le cimetière Voltaire de Suresnes, ornée d'un médaillon en bronze réalisé par Coutre.

S'il n'a jamais connu la fortune, la diffusion de ses inventions connaît un succès impressionnant. 135 des 156 exposants du Salon de l'automobile à Paris en 1901 sont titulaires de licences Forest.
Il est cependant peu reconnu par ses pairs.
En 1889, Fernand Forest obtient la médaille d’argent à l’Exposition universelle de Paris.
En 1890, on lui décerne la médaille de vermeil au Salon des arts décoratifs de Paris.
En 1891, hors concours, il est membre du jury de l’exposition du travail de Paris.
En 1904, Fernand Forest reçoit la Grande médaille du Yacht Club de France et la Grande médaille d’or de l’association Taylor, qui n’a été décernée que trois fois depuis la création de l’association.
Le 7 juin 1913, Fernand Forest reçoit le prix Corbay : il s’agit d’un prix annuel destiné à récompenser celui qui aura produit l’œuvre la plus utile dans l’ordre des sciences, des arts, des lois, de l’agriculture, de l’industrie ou du commerce.
Le 8 avril 1910, il est reçu chevalier de la Légion d'Honneur par le préfet de Police Louis Lépine, préfet de la Seine et inventeur du concours éponyme, qui est à l'origine de sa nomination. De nombreux amis, même concurrents comme le baron de Dion, interviennent pour que son talent et son travail soient reconnus.
Aujourd'hui, des rues de plusieurs villes portent son nom (Limay, Mitry-Mory, Palaiseau, Perpignan, Suresnes). Une place de Paris porte son nom, dans le 15e arrondissement. Le lycée professionnel de Saint-Priest porte également son nom.
Un timbre postal a été édité à Monaco en 1974.
Un monument à sa gloire constitué d'un buste sculpté a été érigé à Clermont-Ferrand, aujourd'hui conservé au sein du musée Bargoin. Celui-ci a été financé par une souscription publique sous forme de vente de médailles, dont un exemplaire est aujourd'hui conservé dans les collections du musée d'histoire urbaine et sociale de Suresnes (MUS).
Un autre monument, réalisé par le sculpteur Georges Dubois, son ami, se trouve dans le quartier de Lozère à Palaiseau. Le buste est conservé par la Société des amis du vieux Palaiseau, tandis que le plâtre préparatoire appartient au musée d'histoire urbaine et sociale de Suresnes, qui lui a également consacré une exposition intitulée « Inventer l'automobile : Fernand Forest et les constructeurs de la boucle de la Seine », du 17 septembre 2015 au 27 mars 2016.